# Абдалла II ибн Сабах ас-Сабах
Шейх Абдалла II Сабах Аль-Джабир ас-Сабах (1814—1892) (араб.  الشيخ عبد الله الثاني صباح الثاني الجابر الصباح ‎) — пятый правитель Кувейта из династии ас-Сабах (1866—1892), старший сын четвертого правителя Кувейта Сабаха II ас-Сабаха. Он провел большую часть своего правления, занимаясь стихийными бедствиями, поддерживая стабильность, а также укрепляя связи с Османской империей, которая поставляла самый важный ресурс в Кувейте — питьевую воду. Кроме того, первые монеты, отчеканенные Кувейтом, начали чеканиться еще во время его правления.

## Физическое описание
Шейх Абдалла II в последние годы жизни был описан как высокий, с мощным атлетическим телом и длинной белой бородой. На нем был пурпурный бишт, сшитый из шелка и обильно украшенный золотым шитьем поверх тауба, с белым шелковым шарфом, использовавшимся в качестве пояса. На обеих руках покоилось множество бриллиантовых колец. На поясе у него висела богато украшенная джамбия с рукоятью из чистого золота, инкрустированной жемчугом и драгоценными камнями.

## Ранняя жизнь

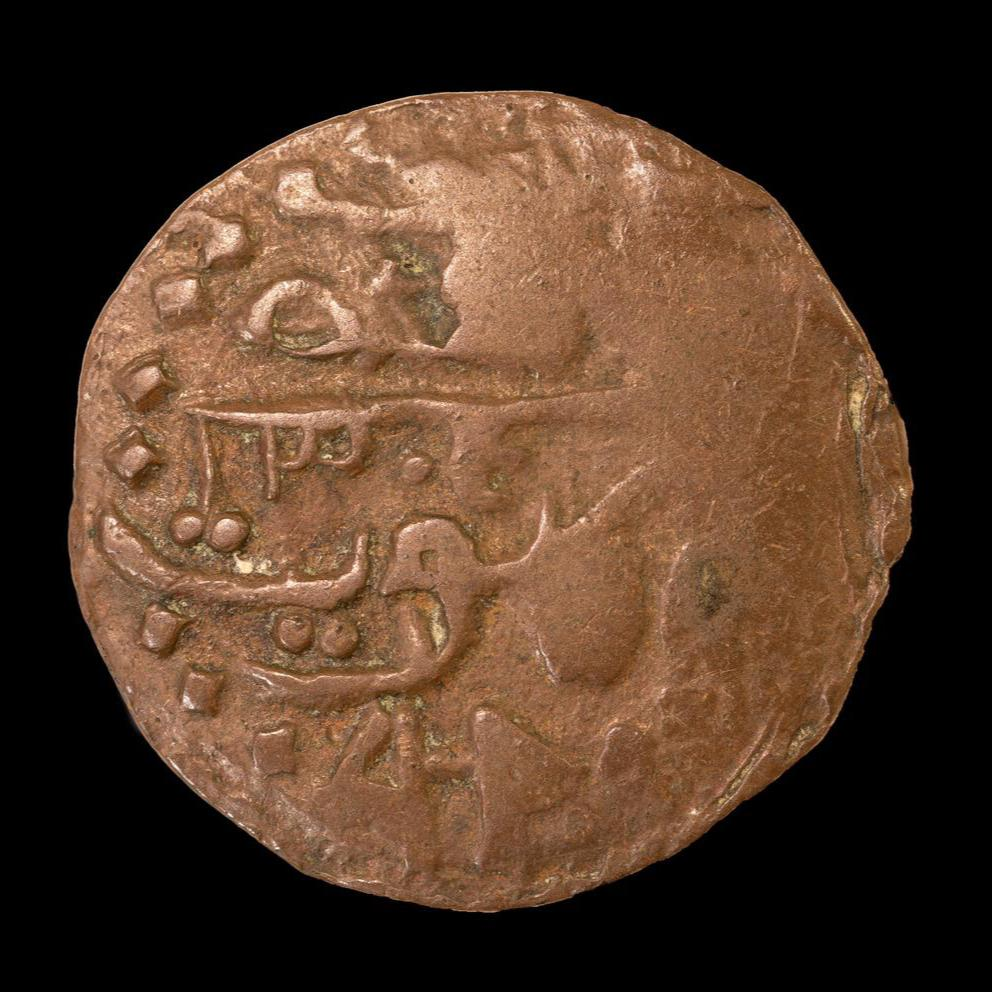
Кувейтская байса в 1886 году

Родился в 1814 году. Старший сын Сабаха II ас-Сабаха (1784—1866), 4-го шейха Кувейта (1859—1866). В правление своего отца Абдалла командовал кувейтской конницей. По приказу своего отца 24 апреля 1841 года Абдалла II подписал годичное морское перемирие с британским резидентов в Персидском заливе, полковником Сэмюэлем Хеннеллом, который выступал от имени англичан. Перемирие запрещало Кувейту предпринимать какие-либо действия на море, а также передавать все посреднические усилия в морских спорах Британской империи.

## Правление
Шейх Абдалла II преуспел в искусстве дипломатии и вел переговоры как с Саудитами, так и с Османской империей, чтобы сохранить свою власть в Кувейте. На протяжении всего своего правления он постоянно отвергал просьбы британского комиссара сэра Били, выступавшего от имени Британской империи, поднять восстание против турок-османов. Абдалла правил с ноября 1866 по 1892 год, унаследовав государство, которое претерпело столетний рост торгового флота и военно-морского флота со стабильным управлением частично благодаря британской поддержке. Став правителем, он быстро развернулся в сторону Османской империи и отошел от британцев. Он считался скромным человеком с простыми вкусами и пользовался высокой степенью общественного одобрения. Во многом это одобрение зависело от его работы по оказанию помощи во время стихийных бедствий. В 1868 году разразился великий голод, и он неустанно трудился, чтобы положить конец безудержному голоду. В сентябре 1871 года снова произошла катастрофа, на этот раз в морской промышленности Кувейта. Сотни кувейтских судов по добыче жемчуга были потоплены вместе с экипажами из-за чрезвычайно высоких волн. Историки расходятся во мнениях, было ли это вызвано сильными штормами в Индийском океане или извержением вулкана Бушер.
В 1886—1887 годах, при шейхе Абдалле II, Кувейт начал чеканить монеты из меди из-за нехватки индийских рупий, циркулирующих в местной экономике.
Шейх Абдалла встал на сторону Джабира ибн Мардава, Эмира Хорремшехра, во время конфликта Басры и Мухамарры с племенем ан-Насер при его правлении и помог ему укрепить власть в регионе.
Из-за его верности Османской империи в 1871 году великий визирь Мидхат-паша пожаловал ему титул каймакама, что означает провинциальный губернатор. Также он носил титул османского паши.
29 мая 1892 года кувейтский шейх Абдалла II Сабах II Аль-Джабир I ас-Сабах скончался в возрасте 77-78 лет. Ему наследовал его сводный младший брат Мухаммад ас-Сабах (1838—1896), 5-й шейх Кувейта (1892—1896).